# Dysprosium
Le dysprosium est un élément chimique, de symbole Dy et de numéro atomique 66, métal de la famille des lanthanides.
Son nom vient du grec δυσπρόσιτος / dus-prósitos, « difficile à obtenir ». Bien que d'une abondance moyenne dans la croute terrestre, il est difficile à séparer et se présente en gisement peu concentrés.
Son prix a beaucoup augmenté au début du XXIe siècle par de nouvelles applications industrielles, notamment ses propriétés ferromagnétiques pour la fabrication d'aimants permanents. 

## Caractéristiques notables

### Propriétés physiques
Le dysprosium est un métal faisant partie des terres rares, d'aspect gris argenté. Comme les autres membres de la famille des lanthanides, il est malléable, ductile et assez mou pour être coupé avec un couteau. Il est assez stable dans l'air.
Le dysprosium et l'holmium ont les moments magnétiques les plus élevés de tous les éléments, en particulier à basse température. Le dysprosium a un ordre ferromagnétique simple à des températures inférieures à sa température de Curie de 90,5 kelvins (−182,65 °C), moment où il subit une transition de phase du 1er ordre de la structure cristalline orthorhombique vers la structure hexagonale compacte (hcp). Il a alors un état antiferromagnétique hélicoïdal, dans lequel tous les moments magnétiques atomiques dans une couche plane basale particulière sont parallèles et orientés à un angle fixe par rapport aux moments des couches adjacentes. Cet antiferromagnétisme inusuel se transforme dans un état désordonné (paramagnétique) à 179 kelvins (−94,15 °C). Il passe de la phase hcp à la phase cubique centrée à 1 654 kelvins (1 380,85 °C).

### Propriétés chimiques
Le dysprosium métallique conserve son éclat dans l'air sec mais se ternit lentement dans l'air humide, et il brûle facilement pour former de l'oxyde de dysprosium(III) :
4 Dy + 3 O2 → 2 Dy2O3
Le dysprosium est assez électropositif et réagit lentement avec l'eau froide (et rapidement avec l'eau chaude) pour former de l'hydroxyde de dysprosium :
2 Dy (s) + 6 H2O (l) → 2 Dy(OH)3 (aq) + 3 H2 (g)
L'hydroxyde de dysprosium se décompose pour former DyO(OH) à température élevée, qui se décompose ensuite de nouveau en oxyde de dysprosium(III).
Le dysprosium métallique réagit vigoureusement avec tous les halogènes au-dessus de 200°C :
2 Dy (s) + 3 F2 (g) → 2 DyF3 (s) [vert]
2 Dy (s) + 3 Cl2 (g) → 2 DyCl3 (s) [blanc]
2 Dy (s) + 3 Br2 (l) → 2 DyBr3 (s) [blanc]
2 Dy (s) + 3 I2 (g) → 2 DyI3 (s) [vert]
Le dysprosium se dissout facilement dans l'acide sulfurique dilué pour former des solutions contenant les ions jaunes Dy(III), qui existent sous la forme d'un complexe [Dy(OH2)9]3+ :
2 Dy (s) + 3 H2SO4 (aq) → 2 Dy3+ (aq) + 3 SO42- (aq) + 3 H2 (g)
Le composé résultant, le sulfate de dysprosium(III), est sensiblement paramagnétique.

### Composés

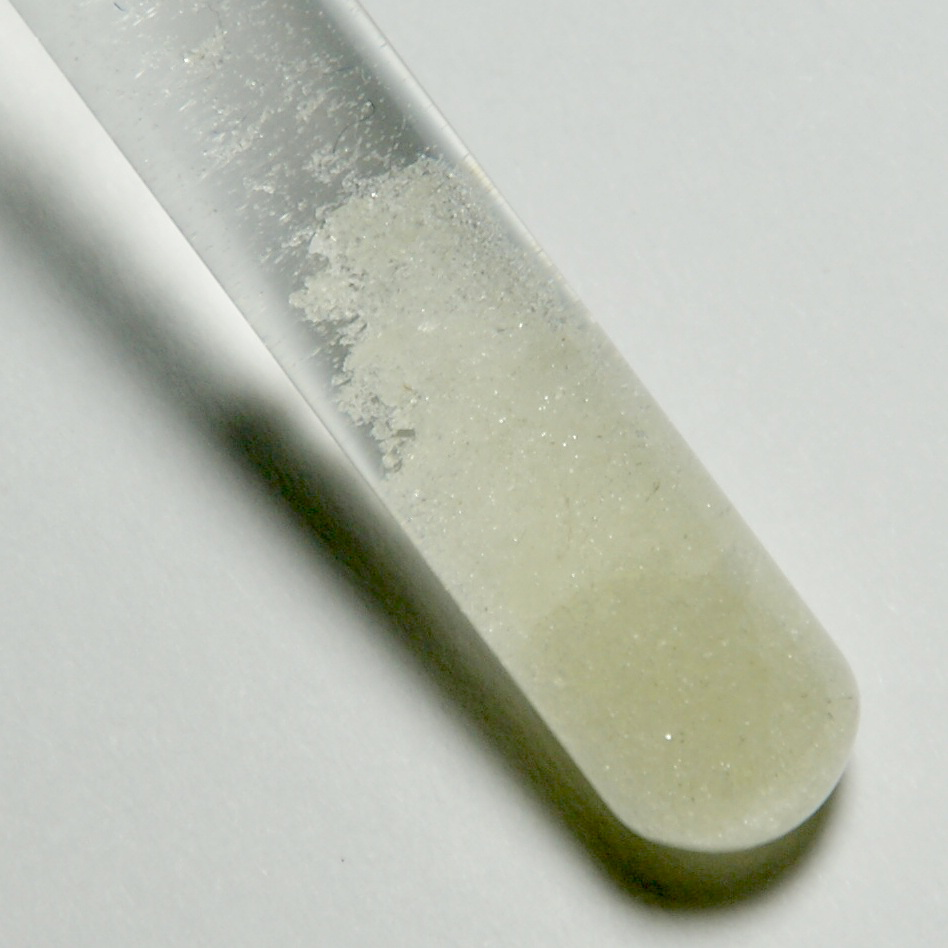
Sulfate de dysprosium,

Les halogénures de dysprosium, tels que DyF3 et DyBr3, ont tendance à prendre une couleur jaune. L'oxyde de dysprosium, est une poudre blanche hautement magnétique, plus que l'oxyde de fer.
Le dysprosium se combine avec divers non-métaux à haute température pour former des composés binaires de composition variable ayant un état d'oxydation +3 et parfois +2, tels que DyN, DyP, DyH2 et DyH3 ; DyS, DyS2, Dy2S3 et Dy5S7 ; DyB2, DyB4, DyB6 et DyB12, ainsi que Dy3C et Dy2C3.
Le carbonate de dysprosium, Dy2(CO3)3, et le sulfate de dysprosium, Dy2(SO4)3, résultent de réactions similaires. La plupart des composés de dysprosium sont solubles dans l'eau, bien que le carbonate de dysprosium tétrahydraté (Dy2(CO3)3·4H2O) et l'oxalate de dysprosium décahydraté (Dy2(C2O4)3·10H2O) soient tous deux insolubles dans l'eau,. Deux des carbonates de dysprosium les plus abondants, Dy2(CO3)3·2–3H2O (similaire au minéral tengerite-(Y)), et DyCO3(OH) (similaire aux minéraux kozoïte-(La) et kozoïte-(Nd)), sont connus pour se former via une phase précurseur mal ordonnée (amorphe) de formule Dy2(CO3)3·4H2O. Ce précurseur amorphe est constitué de nanoparticules sphériques hautement hydratées de 10–20 nm de diamètre qui sont exceptionnellement stables sous traitement sec à températures ambiante et élevée.
Le dysprosium forme plusieurs intermétalliques, dont les stannures de dysprosium (en).

## Histoire
Le dysprosium a été découvert par Paul Émile Lecoq de Boisbaudran en 1886. Lecoq de Boisbaudran l'a identifié à partir du holmium et lui a donné le nom dysprosium d'après le grec dysprositos signifiant « difficile à obtenir ». Il a fallu attendre jusque dans les années 1950 pour pouvoir l'isoler sous une forme relativement pure.

## Aspects sanitaires et environnementaux

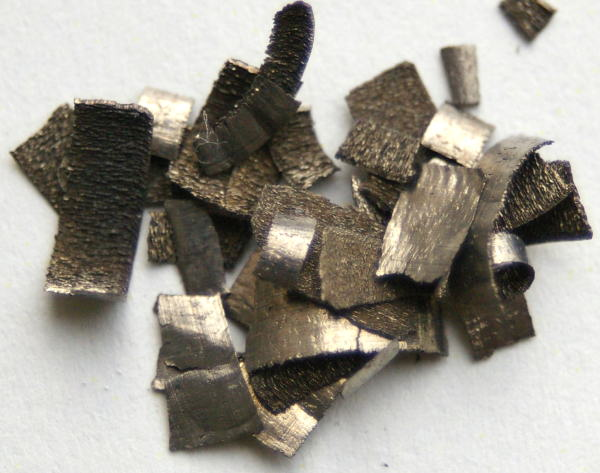
Échantillons de dysprosium.

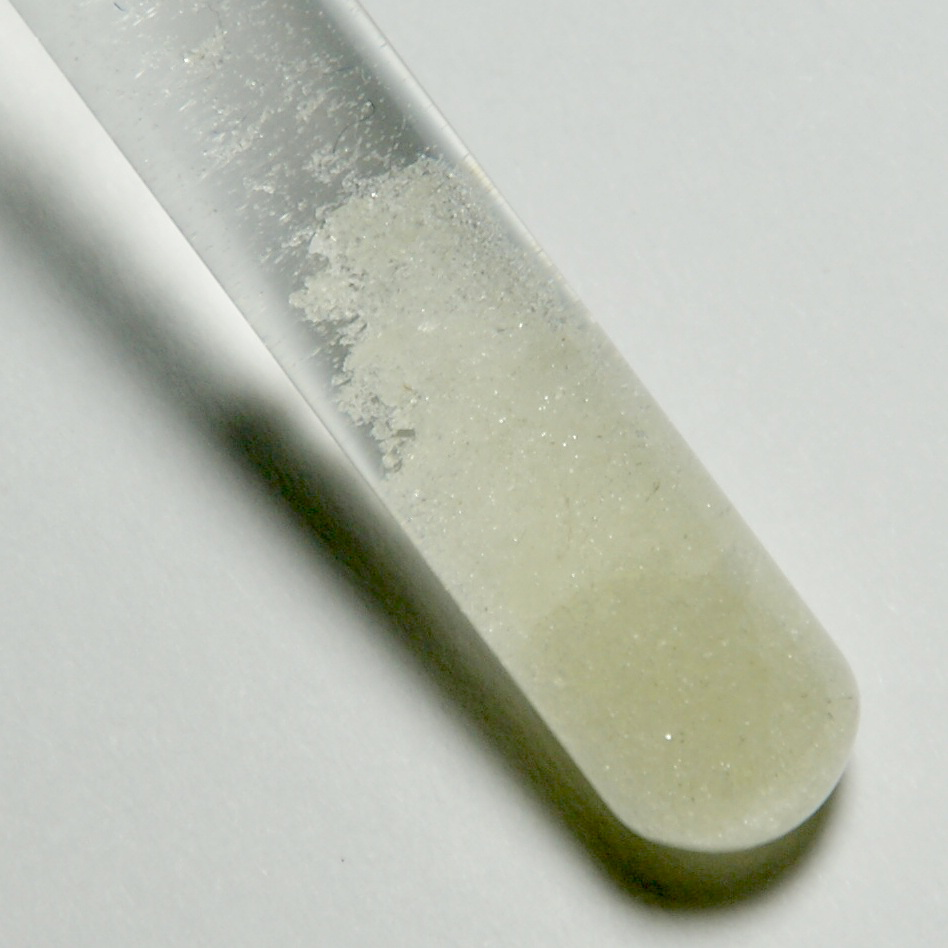
Sulfate de dysprosium Dy_{2}(SO_{4})_{3}.

C'est un élément dont l'utilisation semble devoir se développer rapidement.
Ses sels solubles sont considérés comme moyennement toxiques et ses sels insolubles comme non toxiques.
Les propriétés pharmacologiques, toxicologiques et écotoxicologiques des sels de chlorure de dysprosium ont été évaluées dans les années 1960, avec la conclusion que leur toxicité retardée aiguë et les symptômes qu'ils induisent sont comparables à ceux des autres membres du même groupe chimique, sans impacts visibles en termes d'histologie, de croissance ou de valeurs hématologiques (sur animaux exposés durant 12 semaines). Mais comme les chlorures d'holmium et d'erbium, le chlorure de dysprosium a un effet dépresseur et induit la mort produite par paralysie respiratoire associée à un collapsus cardiovasculaire. Le contact avec l'œil (expérimentalement) entraîne une conjonctivite passagère et une ulcération. Il semble sans effet à court et moyen termes sur la peau saine, mais sur une peau abrasée il provoque des cicatrices anormalement profondes avec perte des poils. Tout comme ses confrères chimiques, en tant que corps étranger (expérimentalement administré par voie intradermique) il provoque une réaction immunitaire se traduisant notamment par des nodules avec cellules géantes et formation de cristaux.
Testé sous forme de [166Dy]DyCl3 (avec son isotope radioactif [166Dy]), il s'est avéré cytotoxique et génotoxique dans la moelle osseuse (et alors myélosuppresseur), il a pour cette raison été en 2004 proposé comme possible agent de radiochimiothérapie pour le traitement de certains cancers (myélomes, cancers du sang) chez l'homme (après de premiers tests chez la souris de laboratoire).
Bien qu'on manque encore de données sur sa toxicologie systémique chez l'homme et l'animal (comme pour le lithium (Li) et le zirconium (Zr)) et les homologues chimiques du dysprosium que sont d'autres « terres rares » telles que l'yttrium (Y), le néodyme (Nd), le praséodyme (Pr), le gadolinium (Gd), le lanthane (La), le cérium (Ce), l'europium (Eu) , le lithium (Li) et le zirconium (Zr)), il est proposé de l'utiliser pour améliorer les propriétés mécaniques d'alliages, dont alliages « résorbables » (plus que réellement biodégradables) de magnésium destinés à être chirurgicalement implantés dans le corps humain. Selon une étude récente (2010), il est toutefois moins cytotoxique que le lanthane et le cérium.

## Aspects économiques
Il coûte un peu plus de 10 euros le kilogramme en 2003. Son prix passe à plus de 320 en 2011. Après des pointes à plus de 450 dollars le kg en 2021 et 2022, il est en 2025 à environ 200.
En 2025, la Chine détient le quasi monopole mondial de la production avec 99 % de part de marché.  

## Utilisations
- Aéronautique : On ajoute du dysprosium à des alliages de magnésium que l'on utilise dans l'aéronautique. Il augmente la dureté du matériau et facilite sa transformation ;
- Disques magnéto-optiques : dans les mini-disques on utilise comme matériau d'enregistrement un alliage d'un métal ferromagnétique (fer, cobalt, nickel) avec des terres rares (terbium, gadolinium et dysprosium) ;
- Aimants permanents : des alliages de terres rares avec entre autres du fer, du cobalt, du nickel, de l'aluminium possèdent de bonnes propriétés magnétiques et sont utilisés pour des aimants permanents. Dans le cas du dysprosium, il s'agit de Al2Dy3 ;
- Tout comme l'holmium[29], on l'a récemment proposé comme agent de contraste pour l'imagerie médicale faite par résonance magnétique nucléaire[29] ;
- Protection contre les rayons X : dans les tabliers de protection, on utilise des alliages de dysprosium avec du plomb ou des céramiques incluant de l'oxyde de dysprosium Dy2O3 ;
- Lampes à vapeur d'halogénures de métaux : elles contiennent des halogénures de terres rares comme le dysprosium, l'holmium et le thulium ;
- En alliage avec le titane, sous forme de titanate de dysprosium, en raison de sa capacité à absorber des neutrons et à résister à l'irradiation et aux hautes températures[30], il pourrait bientôt être utilisé dans les barres de contrôle de réacteurs nucléaires[31],[32] ;
- Il a récemment (2012) été proposé comme ligand aux propriétés magnétiques et luminescentes jugées intéressantes[33]. Ainsi, la marque horlogère suisse Rolex a déposé un brevet concernant cette application[34].

## Gisements
En avril 2018, dans la revue Nature des chercheurs japonais estiment que les gisements nouveaux détectés à l'Est du Japon représentent sur 2 500 km2 environ 16 millions de tonnes de terres rares, situées dans le sédiment marin, à plus de 5 000 mètres de profondeur ; sur 2 499 km2, le fond recèlerait plus de 16 millions de tonnes d'oxydes de terres rares, soit 730 ans de réserve pour le dysprosium (et aussi 780 ans d'approvisionnement mondial en yttrium, 620 ans pour l'europium, 420 ans pour le terbium, selon une publication d'avril 2018 dans Scientific Reports,).